# 이사부길
이사부길(異斯夫-)은 강원특별자치도 삼척시 정하동에 있는 도로로, 총 연장은 646m이다. 

## 유래
해당 도로명은 이사부와 관련된 축제를 개최하자는 장소로 활용하는 것에서 유래되었다. 그러나 독도에 있는 독도이사부길이 국민 공모에 의해 지어진 도로 이름과 달리 이 도로는 이사부 축제에서 비롯된 것으로 보인다.

## 역사
- 2021년 12월 20일 : 도로명으로 이사부길을 고시

## 지리

### 주요 경유지
- 삼척시
  - 정하동

### 접촉하는 도로
- 교차 : 새천년도로

### 주변 시설
- 동서수산 (이사부길 8/정하동 41-4)
- 정라12통노인쉼터 (이사부길 36/정하동 41-186)
- 수산물 유통물류센터 (이사부길 38/정하동 41-186)
- 동해해양경찰서 삼척파출소 (이사부길 44/정하동 41-186)
- 기선저인망수협 (이사부길 54/정하동 41-186)
- 한국수산물건조가공협의회 (이사부길 60/정하동 41-186)

## 같이 보기
- 독도이사부길 - 이사부와 관련된 도로 명칭